# Carrer Graell (Alpens)
El Carrer Graell és una obra d'Alpens (Lluçanès) inclosa a l'Inventari del Patrimoni Arquitectònic de Catalunya.

## Descripció
Carrer que parteix de la Plaça de l'Església fent cantonada amb el carrer Rectoria. La façana esquerra del carrer és molt curta, amb sols tres cases, de tres pisos i reconstruïdes recentment. La façana dreta és molt llarga i té bona perspectiva atès que té horts a la resta de banda esquerra. Les cases són de planta rectangular, amb teulat a doble vessant laterals a la façana del carrer. Majoritàriament tenen tres pisos, amb porxo en el superior; algunes, però, en tenen quatre, ja que el desnivell del terreny ho permet. Al final de la banda esquerra hi ha un pou.

## Història
A l'entrada d'aquest carrer és on va morir el brigadier Cabrinetty, el 9 de juliol de 1873, a causa d'un tret disparat des del campanar de l'església parroquial. Aquest fet va representar el triomf de les tropes carlines del general Savall i el triomf de la Batalla d'Alpens, pel que Carles VII donà a Savall el títol de Marquès d'Alpens.